# Burg Etzgerode
Die Burg Etzgerode ist eine abgegangene Niederungsburg in einer Senke bei 260 m ü. NN zwischen Momberg und Speckswinkel auf der Gemarkung Speckswinkel nordwestlich bei Neustadt im Landkreis Marburg-Biedenkopf in Hessen.

## Geschichte
Im 14. Jahrhundert war Etzgerode als freies Rittergut im Besitz der Herren von Momberg. Burg und Weiler gingen später an die Herren von Hirzenhain über, möglicherweise im Erbgang, denn der Taufname von Adolf zu Hirzenhains Sohn war Mumenberg. 1434 trägt Adolf von Hirzenhain dem Landgrafen Heinrich I. von Hessen seine Burg Etzgerode zu Lehen auf. 1572 wurde die Burg als wüst erwähnt und im 16. Jahrhundert oder 1711 soll noch ein fast neun Meter hoher viereckiger Turm mit Zinnen erhalten gewesen sein; als solcher war er auch auf einer Karte von 1734 verzeichnet. Die Burganlage war vermutlich eine von einem doppelten Graben gesicherte Turmburg.
Reste des Mauerwerks sollen auch noch in der 1. Hälfte des 19. Jahrhunderts erkennbar gewesen sein. Nach Rudolf Knappe könnten die in diesem Gebiet liegenden Teiche möglicherweise Reste der früheren Wassergräben der Burg gewesen sein.
Neuere Lidardaten eines nahezu quadratischen Wallstückes lassen auch eine Lage nördlich der Teiche an einem kleinen bewaldeten Flurstück, wo sich die K15 und der vorbeifließende Ganswiesengraben (der spätere Kälbach) kreuzen, möglich erscheinen.
Der westlich gelegene heutige Hof Etzgerode, erst im ausgehenden 17. oder zu Beginn des 18. Jahrhunderts entstanden, wird als mögliche Restsiedlung der Wüstung Eczenrode (1359 genannt) angesehen. Dass die Burg schon mit der Aufgabe der Siedlung ebenfalls verfallen ist, wird angenommen.